# Mních (Chočské vrchy)
Mních (657 m n. m.) je dolomitový horský masiv obklopený z východu obcemi Lisková a Martinček, z jihu a západu městem Ružomberok, ze severu obcí Likavka. Mních je součástí Chočských vrchů. 
Na vrcholu masivu se nacházely 4 hradiště lužické kultury, přičemž největší mělo rozlohu 10 ha. Hradiště byla podle všeho využívána jen v čase přímého ohrožení. Z hradišť pochází několik nálezů, podobně jako keramické fragmenty z Liskovské jeskyně. Legendy hovořily i o přítomnosti templářského kláštera, ale archeologický průzkum to nepotvrdil.[zdroj?]